# دانیلو پانتیچ
دانیلو پانتیچ (صربی: Данило Пантић؛ زادهٔ ۲۶ اکتبر ۱۹۹۶) بازیکن فوتبال اهل صربستان است. او در پست خط میانی در باشگاه فوتبال چلسی بازی می‌کند.

## باشگاهی
از باشگاه‌هایی که در آن بازی کرده‌است می‌توان به پارتیزان، چلسی و ویتس اشاره کرد.